# Kang Ji-young
Kang Ji-young (hangeul: 강지영), plus communément appelée Jiyoung ou JY, née le 18 janvier 1994 dans la province de Gyeonggi en Corée du Sud, est une actrice, chanteuse, et danseuse sud-coréenne basée au Japon. Elle est connue pour avoir fait partie du girl group sud-coréen KARA de 2008 à 2014.

## Biographie
Kang Ji-young est née le 18 janvier 1994 à Paju dans la province de Gyeonggi en Corée du Sud. Elle est la cousine de la chanteuse sud-coréenne NS Yoon-G.

### KARA (2008-2014)
Ji-young rejoint KARA en 2008 avec Goo Hara, après le départ de Kim Sung-Hee. Elle avait 14 ans, ce qui faisait d'elle la plus jeune membre du groupe.
Ji-young est la seule chanteuse sud-coréenne à figurer sur CDTV Japon Classement des Artistes Féminins Favoris en 2011, où elle a été classée à la 21e place.
Elle a quitté le groupe le 5 avril 2014, à la fin de son contrat afin de se consacrer à ses études. Elle a rejoint Londres afin d'y apprendre l'anglais.
Le groupe KARA se reforme ensuite sans Goo Hara qui est morte en 2019. Ji-young et Nicole rejoignent Seung-young, Gyuri et Young-ji pour un come-back à 5 membres en 2024.

## Discographie

### Single
- "Jumper" - Nunnibusheo (feat. Kang Jiyoung) (2009)

### Autre
- "눈이부셔 (Nunnibusheo)" - Jumper (feat. Kang Jiyoung) (2009)
- "Merry Love" (Duo avec Kim Sungje) (2010)
- "My Love" (duo avec Park Gyuri, Soundtrack for Daemul) (2010)

## Filmographie
- 2014 : Jigoku sensei nūbē (地獄先生ぬ～べ～?) : Yukime
- 2016 : Suki na Hito ga Iru Koto (好きな人がいること?) : Jun Yoshioka
- 2020 : Dai tsunahiki no koi (大綱引の恋?) de Kiyoshi Sasabe : Yo Jihyeun